# Pietro Castrucci
Pietro Castrucci (ur. 1679 w Rzymie, zm. 7 marca 1752 w Dublinie) – włoski kompozytor okresu baroku.
Uczeń Arcangelo Corellego. W 1715 roku wyjechał do Londynu. Początkowo działał w służbie lorda Burlingtona, następnie (do 1737 roku) był koncertmistrzem w orkiestrze operowej G.F. Händla. Skonstruował instrument muzyczny w typie wioli zwany violetta marina, który Händel wykorzystał w partiach solowych w swoich operach Sosarme (1732) i Orlando (1733). W 1750 roku osiadł w Dublinie. Skomponował m.in. 12 sonat skrzypcowych i 12 concerti grossi.